# Julia Hermosilla Sagredo
Julia Hermosilla Sagredo (Sestao, 1 de abril de 1916 – Bayona, 10 de enero de 2009) fue una anarcosindicalista, miliciana y resistente antifranquista. Fue conocida como Paquita o Eugenia en la resistencia.

## Infancia y juventud
Hija de Carmen Sagredo y Juan Hermosilla, su padre era militante de la Confederación Nacional del Trabajo (CNT). A los catorce años Hermosilla se afilió al sindicato. Estuvo muy relacionada con la familia Aransáez, destacada por su militancia anarcosindicalista, siendo su compañero Julián Ángel Aransáez. Distribuyó prensa libertaria y militó en las Federación Ibérica de Juventudes Libertarias. En 1933, tras la insurrección libertaria de ese invierno, ayudó a campesinos insurrectos de la Rioja a cruzar los Pirineos. También colaboró en el estallido revolucionario de octubre de 1934 apoyando a Vicente Cuesta y a la familia Aransáez.

## Guerra civil
Desde el inicio de la Guerra civil española, con veinte años, participó como miliciana formando parte de un batallón confederal. Estuvo destinada en el frente de Ochandiano. Una de las misiones que llevó a cabo fue internarse en territorio enemigo para rescatar al doctor Isaac Puente, un compañero al que años antes había acudido para informarse sobre métodos anticonceptivos, y que finalmente fue detenido y fusilado. Durante un bombardeo le reventaron los tímpanos, lo que le dejó una profunda sordera temporal y graves secuelas. En 1937 participó  como actriz en las actividades del Grupo Artístico Confederal de Santurce. En ese mismo año, en el mes de junio, se produjo la batalla de Bilbao. Tras un gran bombardeo en el puerto, consiguió embarcar junto a su familia y dirigirse a Francia. Dos meses más tarde regresaron, cruzando los Pirineos, para continuar con la lucha en Cataluña. Se establecieron en Barcelona y en octubre nació su hija Vida. Durante esta etapa trabajó en una fábrica de cinturones para el ejército republicano, En febrero de 1939, con la retirada republicana, cruzó de nuevo la frontera por el Pirineo Oriental.

## Exilio
Durante el principio de su exilio, Hermosilla pasó por varios campos de concentración, para más tarde reunirse con toda su familia y comenzar a trabajar en las minas de Decazeville. En 1940 pasó a formar parte de la resistencia contra los nazis, y tras la liberación de Francia toda la familia se trasladó a Montpellier. Después de la Segunda Guerra Mundial, junto con su compañero Julián Ángel Aransáez, que fue nombrado delegado de fronteras de la CNT en el exilio, se instalaron en Bayona. 
Militó en la CNT de tendencia colaboracionista con el gobierno de la República en el exilio, esta tendencia abogó por una alianza con los socialistas y comunistas españoles. Participó activamente en la lucha antifranquista haciendo de enlace en misiones orgánicas con el Interior. Desde Bayona y Anglet posibilitaron el paso a compañeros que huían del fascismo. Algunas de las misiones que llevó a cabo hicieron que entrara clandestinamente en España llevando prensa y pasquines, multicopistas, máquinas de escribir o dinero. En septiembre de 1948 colaboró en un atentado contra el dictador Francisco Franco conocido como El atentado aéreo. Entre los planes estaba que el dictador, que asistía a una regata en San Sebastián, muriera en las aguas de la bahía de la Concha bajo una lluvia de bombas incendiarias y de metralla lanzadas desde un avión, el plan no funcionó por la presencia de cazas del Ejército del Aire y de un hidroavión.
Desde principios de la década de los sesenta colaboró con Defensa Interior, grupo que surgió en el Congreso de Limoges con la intención de organizar las acciones contra la dictadura desde el exilio, conocido como El Submarino internamente. En 1962 participó en otro intento de atentado, el del Palacio de Ayete de San Sebastián, en este caso Hermosilla se encargó de estudiar el terreno para ubicar el lugar donde colocaría la bomba y desde dónde se vigilaría y activaría. En los años setenta formó parte de la tendencia Frente Libertario, que editaban un periódico del mismo nombre y abogaban por una campaña agresiva contra la dictadura franquista. Participó en las reuniones anuales celebradas por este grupo en Narbona. 
Murió el 10 de enero de 2009 en el Hospital Côte Basque de Bayona. Sus testimonios se pueden leer en el libro Maizales bajo la lluvia: testimonios de los últimos gudaris y milicianos de la Guerra Civil en Euskadi.

## Reconocimientos
El 18 de junio de 2006, junto con otras y otros combatientes de la lucha antifranquista, recibió un homenaje en Archanda, allí recordó a los dieciocho miembros de su familia asesinados en Treviana tras el levantamiento franquista.
La obra de teatro Les Solidàries de la compañía Atirohecho, rinde homenaje, entre otras mujeres, a Hermosilla.